# 蒙特贝罗城堡

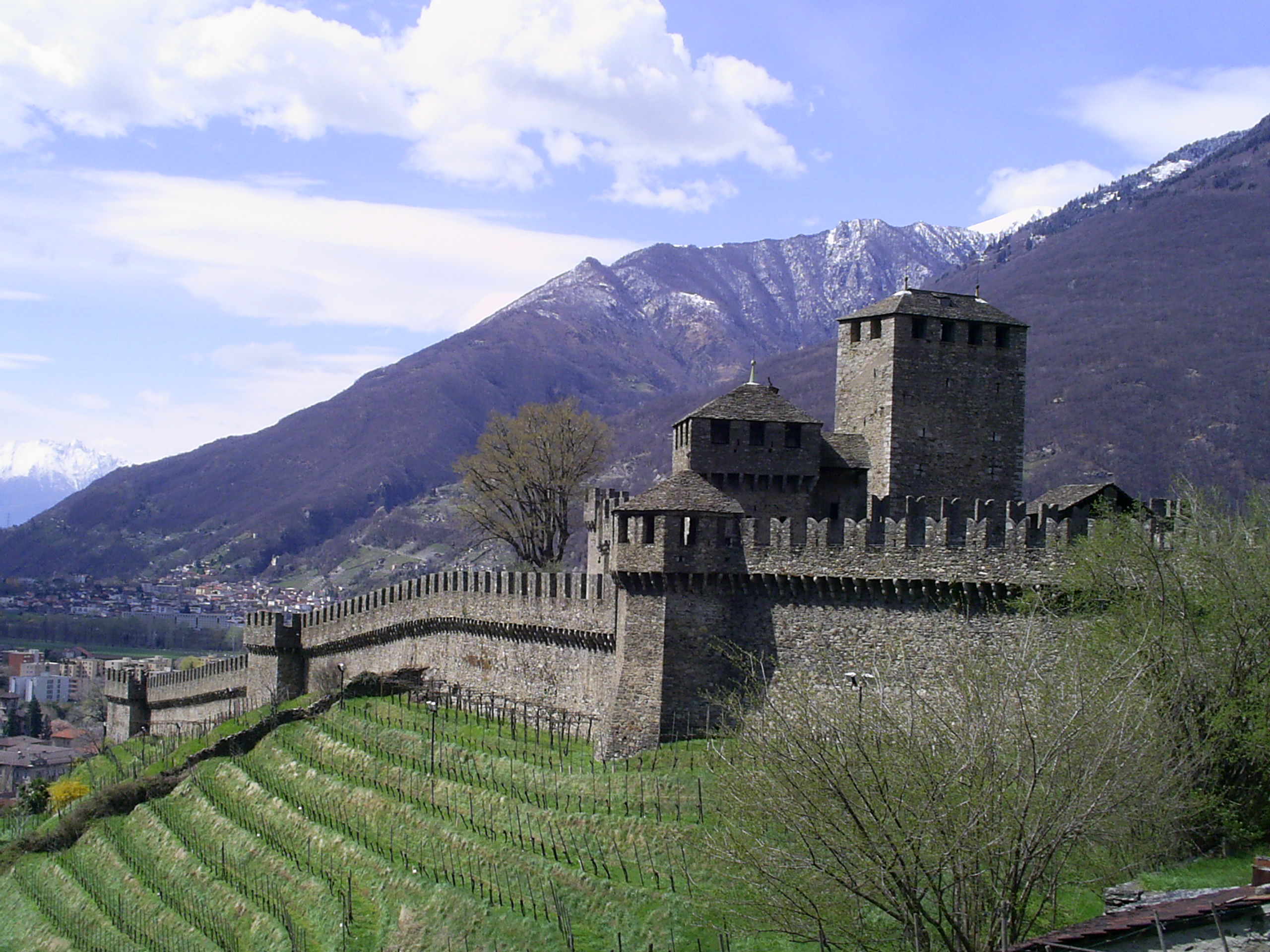

蒙特贝罗城堡（英語：Castello di Montebello）原名“小城堡”（Castello piccolo）、“新城堡”（Castello nuovo）和“中城堡”（Castello di mezzo），位于瑞士贝林佐纳的市中心以东。2000年，作为贝林佐纳三座要塞及防卫墙和集镇的一部分，列为世界遗产。
这座城堡是贝林佐纳第二古老的城堡，其建造可能要追溯到13世纪，是由科莫领主鲁斯卡家族建造，他们在米兰人占领期间在此避难，建在一块可以俯瞰城市最古老部分的岩石上。第一次见于记载可追溯到1313年。
与大城堡不同，蒙特贝罗城堡没有受到自然特征的保护，依靠周围深深的护城河环绕保护。该建筑群呈菱形，并与南部和北部的城墙相连。城堡清楚地展示了建筑的三个阶段，最初的中央要塞外围，依次环绕着14世纪的城墙，和15世纪的城墙。

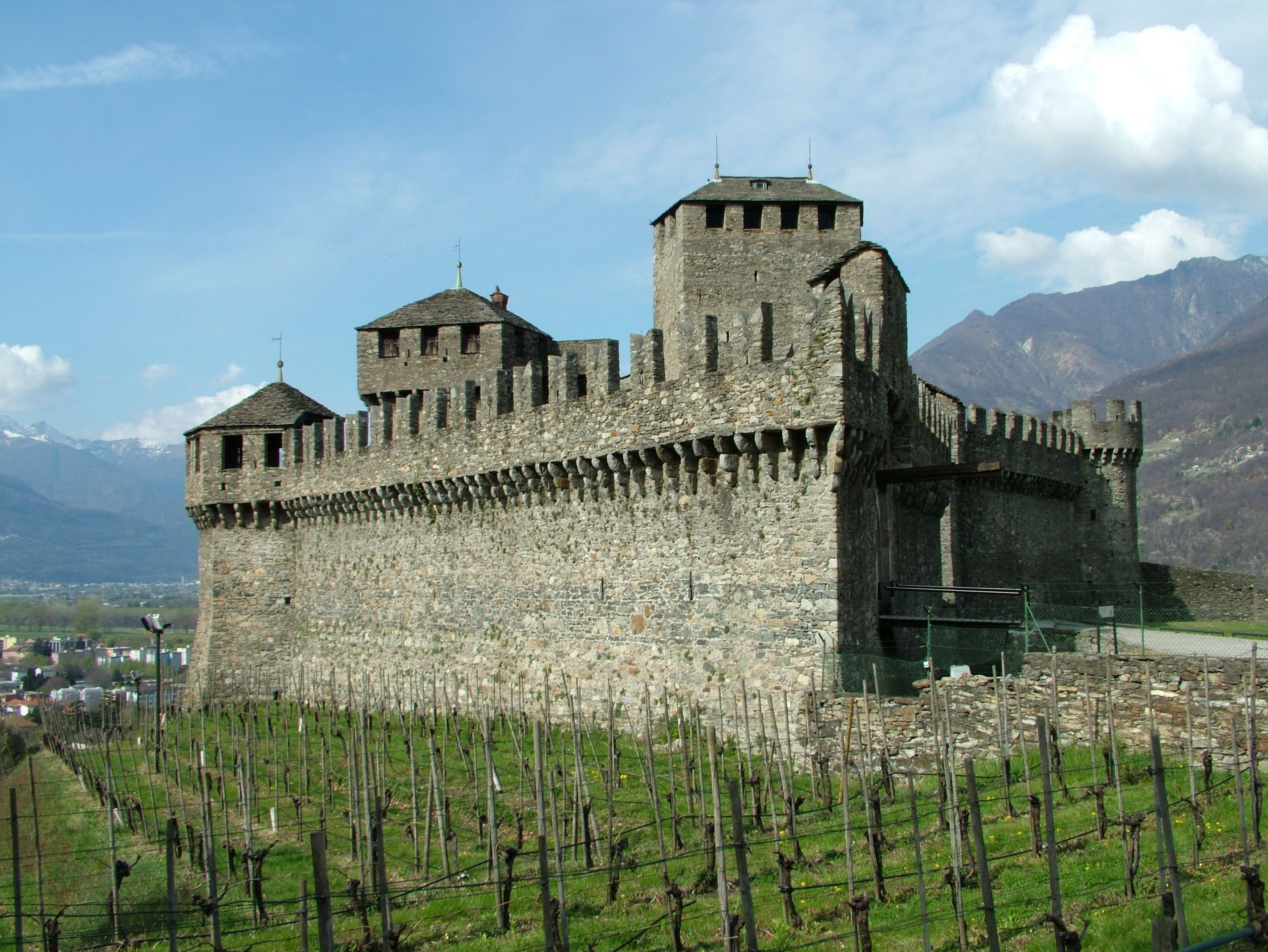
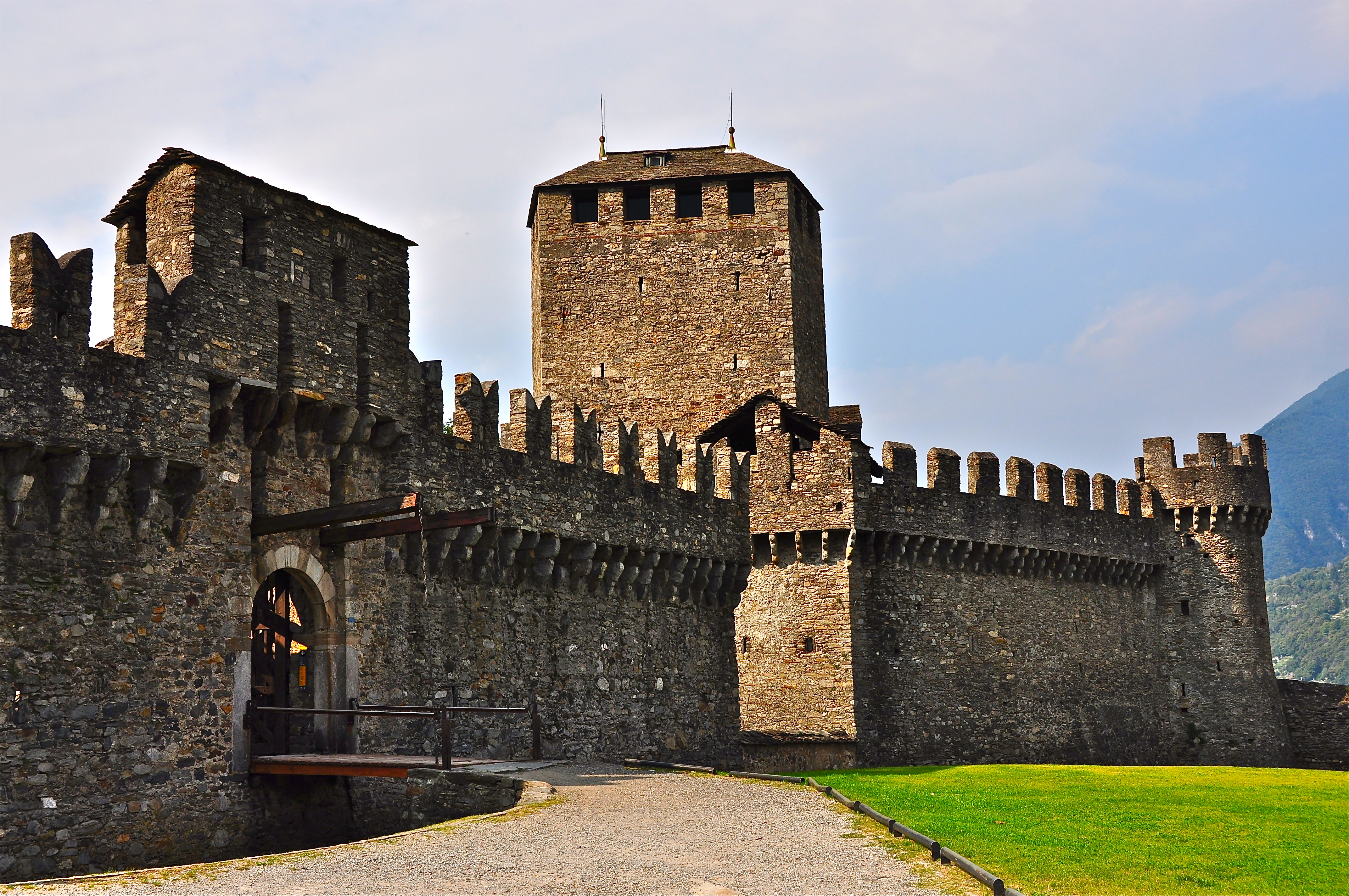
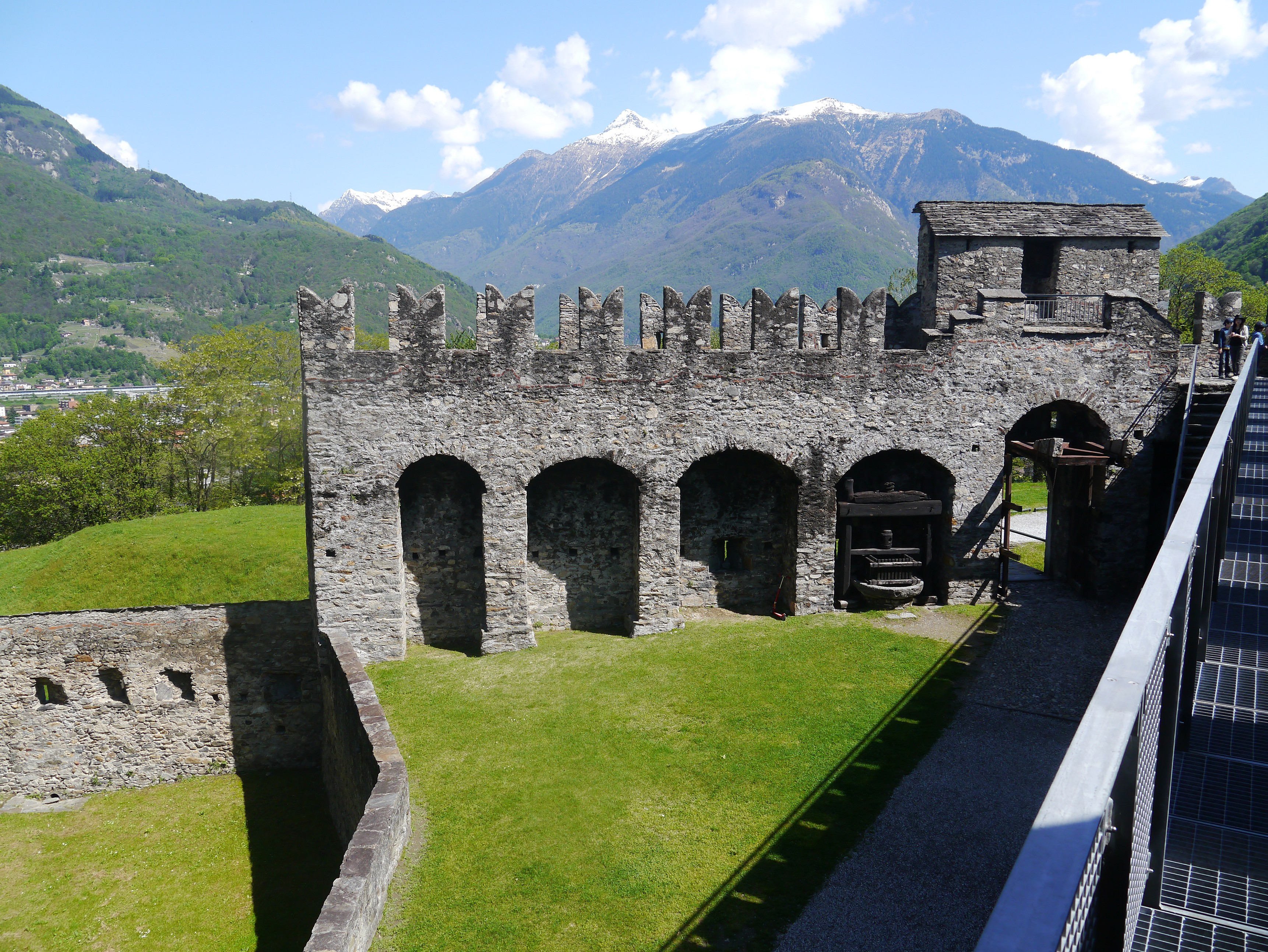

1974年，城堡内设有考古博物馆。